# Beavis and Butt-Head Do America
Beavis and Butt-Head Do America (en español: Beavis y Butt-Head recorren América) es una película de animación basada en la serie de televisión Beavis and Butt-Head. Fue producida por Paramount Pictures, en asociación con MTV Films, coescrita y dirigida por el creador Mike Judge. En diciembre, la película se convirtió en la más taquillera en la historia de apertura hasta que fue superada el año siguiente por Scary Movie.

## Argumento
Todo comienza cuando Beavis despierta a Butt-Head de un sueño surrealista, y se enteran de que su televisión ha sido robada. Como no pueden vivir sin ella, deciden salir a buscarla o reemplazarla con otra. En su persecución se encuentran con Muddy Grimes (Bruce Willis), quien los contrata para matar a su esposa Dallas (Demi Moore), escondida en un hotel de Las Vegas.
Posteriormente son llevados al aeropuerto y al subirse a un avión, conocen a una anciana, quien hace que Beavis se transforme en Cornholio después de darle unas píldoras de cafeína, las cuales también causan que Butt-Head se enamore de una de las azafatas. Justo cuando el dúo llega a Las Vegas, Muddy se entera de que se confundió después de encontrarse con los verdaderos matones y decide ir a Las Vegas a matar al dúo y a su esposa. En Las Vegas los chicos se encuentran con Dallas. Ellos, que habían pensado que Muddy quería que tuvieran sexo con ella, comienzan a pelear. Durante la pelea, Beavis se quita los pantalones y Dallas mete en ellos un arma biológica llamada X-5. Luego, ella convence al dúo para tener sexo en Washington D. C., para lo cual toman un autobús de viajes lleno de ancianos. El FBI descubre al virus y comienzan a perseguir al dúo, pensando que son los hombres más peligrosos de América.
En la excursión, pasan por divertidas situaciones, pero al final, son abandonados accidentalmente, por lo que deciden ir a Washington a pie, cruzando el desierto. En su viaje, se encuentran con sus padres, quienes también los abandonan. Al día siguiente continúan su viaje, hasta que se reencuentran con Muddy, quien se retracta de matarlos y los lleva a Washington en la maletera de su auto. En la carretera, Butt-Head tira a Beavis, provocando un terrible accidente, pero el también cae cuando el coche hace un mal movimiento. Finalmente son recogidos por el autobús y llegan a Washington, donde los esperaban no sólo Dallas, si no también el FBI.
En el autobús, Beavis vuelve a transformarse en Cornholio por la misma razón que en el avión. Muddy y Dallas se encuentran y el FBI los arresta. Cornholio se masturba en la caravana de Tom Anderson, quien también recorría el país. Butt-Head es encontrado por los agentes y se encuentran con Cornholio en calzoncillos, aparece Anderson con sus pantalones y descubren que ahí es donde estaba el virus. La unidad cae en manos de Butt-Head y se lo entrega al agente del FBI, haciendo que queden como héroes y Anderson es encarcelado junto con Muddy y Dallas. Beavis y Butt-Head son devueltos a Highland. La película termina cuando ellos encuentran su televisión, y emocionados por esto, comienzan a insultarse entre ellos.

## Voces originales
- Mike Judge – Beavis / Butt-Head / Tom Anderson / Principal McVicker / Mr. Van Driessen
- Demi Moore – Dallas Grimes
- Bruce Willis – Muddy Grimes
- Robert Stack – Agente Flemming
- Cloris Leachman – Anciana del Avión
- Richard Linklater – Conductor del autobús
- Dale Reeves – Presidente Bill Clinton
- Greg Kinnear – Agente Bork
- Lisa Kathleen Collins – Marcy Anderson
- Earl Hofert y Tony Darling – roadies de Mötley Crüe
- Kristofor Brown – Hombre en avión / hombre en cabina de confesión / Anciano / Jim
- Eric Bogosian – Viejo guardabosques / secretario de prensa de la casa blanca / teniente de comando aéreo estratégico
- Jacqueline Barba – Agente Hurly
- Pamela Blair – Auxiliar de vuelo / guía en la Casa Blanca

## Doblaje
- Beavis: Gerdado Garcia
- Butt-Head: Edson Matus
- Agente Flemming: Blas García
- Dallas Grimes: Rebeca Manríquez
- Muddy Grimes: Jesse Conde
- Agente Burke: Alejandro Illescas
- Sr.Anderson: Ricardo Lezama
- Sra.Anderson: Anabel Méndez
- Anciana del Avión: Angela Villanueva
- Profesor Van Driesen: Gerardo Reyero
- Guía en la Casa Blanca: Diana Pérez
- Guía en Heissier: Sergio Gutiérrez Coto
- Jim: Alejandro Illescas
- Padre de Beavis: Miguel Ángel Ghigliazza
- Joven delincuente: Ricardo Tejedo
- Agente de Seguridad Nacional: Salvador Delgado
- Jefe de Seguridad Nacional: Rolando de Castro
- Vocera de Washington: Circe Luna
- Agente en la Casa Blanca: Luis Alfonso Padilla
- Hombre en la tienda: Rolando de Castro
- Insertos: Humberto Vélez
- Film presentation: Alejandro Meyen

## Banda sonora
La banda sonora de la película contó con la participación de reconocidos artistas como: Red Hot Chili Peppers, Ozzy Osbourne, AC/DC, White Zombie, entre otros.

### Lista de canciones
1. "Two Cool Guys" - Isaac Hayes (3:06)
2. "Love Rollercoaster" - Red Hot Chili Peppers (4:37)
3. "Ain't Nobody" - LL Cool J (4:38)
4. "Ratfinks, Suicide Tanks and Cannibal Girls" - White Zombie (3:53)
5. "I Wanna Riot" - Rancid con Stubborn All-Stars (3:59)
6. "Walk on Water" - Ozzy Osbourne (4:18) *
7. "Snakes" - No Doubt (4:34)
8. "Pimp'n Ain't EZ" - Madd Head (4:21)
9. "The Lord Is a Monkey" (Rock Version) - Butthole Surfers (4:44)
10. "White Trash" - Southern Culture on the Skids (2:03)
11. "Gone Shootin'" - AC/DC (5:05)
12. "Lesbian Seagull" - Engelbert Humperdinck (3:39)